# Língua tcheca
O tcheco (português brasileiro) ou checo (português europeu) (em tcheco: čeština, AFI: [ˈʧɛʃcɪna]) é uma língua da família eslávica ocidental, falada principalmente na Tchéquia (Chéquia), onde é língua oficial, e na Eslováquia. Como a Tchéquia faz parte da União Europeia, o tcheco constitui uma de suas 24 línguas oficiais.
Com aproximadamente 12 milhões de falantes, a vitalidade do tcheco se encontra estável. Além disso, o idioma é classificado como institucional, tendo a  participação da Tchéquia na União Europeia e sua relevante presença midiática, principalmente no ramo cinematográfico, como contribuintes relevantes para o atual status da língua.
Os primeiros registros da língua tcheca escrita datam de 862 d.C., após dois missionários bizantinos traduzirem textos litúrgicos para o eslávico antigo para o povo da Morávia. Não muito tempo depois, o Papa Estêvão V estabeleceu o uso do alfabeto latino na Tchéquia, que o utiliza até o presente.
Uma das características mais marcantes da língua tcheca é sua diglossia, uma vez que o tcheco escrito padrão (em tcheco: spinovna čeština) se difere em diversos aspectos do tcheco coloquial (em tcheco: horová čeština) ou comum (em tcheco: obecná čeština). Durante a dominação da Dinastia Habsburgo sobre a Tchéquia, o ensino e estudo de alemão era não só imposto como considerado o condutor da mobilidade social no país, fazendo com que muitos cidadãos tchecos, como o renomado autor Franz Kafka, passassem a falar e escrever em alemão. Após o fim da longa dominação de autoridades falantes de alemão sobre a Tchéquia, o linguista Josef Dobrovský, a fim de reestabelecer o uso do tcheco no país, consultou a Bíblia de Kralice, escrita no século XVI, para o formação do gênero literário do idioma. Dessa maneira, a língua escrita buscou seguir a antiga estrutura do tcheco, enquanto a língua falada evoluiu e mudou durante os séculos seguintes.

## Etimologia
Tanto o nome ''tcheco'' quanto o nome čeština, em tcheco, derivam de uma antiga tribo eslava (Čech, pl. Češi) que habitavam a Boêmia Central e uniram tribos eslavas vizinhas sob o reinado da dinastia Premíslida (Přemyslovci) no final do século IX. A etimologia do nome em si, porém, é incerta, apesar de haver muitas hipóteses divergentes nesse âmbito.
A primeira tentativa acadêmica de explicar a etimologia do nome "tcheco" foi feita por Josef Dobrovský (1782), que argumentou que o nome derivaria do verbo ''começar'' (em tcheco: začíti), se referindo especificamente à partícula -čí, originalmente -če, sob a percepção de que os tchecos houvessem sido os primeiros a chegar às regiões ocidentais. Essa hipótese, porém, foi contrariada por Jungmann (1835), que afirmou que os tchecos não ''começaram'' o processo de imigração para a região, além de apontar algumas incoerências da teoria de Dobrovský (1782) no âmbito linguístico.

## Distribuição
Nas duas províncias da Boêmia e Morávia e na parte meridional da Silésia, o idioma é falado por cerca de 9,5 milhões de pessoas. Há também comunidades de falantes em outros países, em sua maioria europeus, sendo as mais significativas presentes na Eslováquia (com 22,9 porcento da população); na Itália (1,1 porcento) e na Áustria (1,0 porcento).

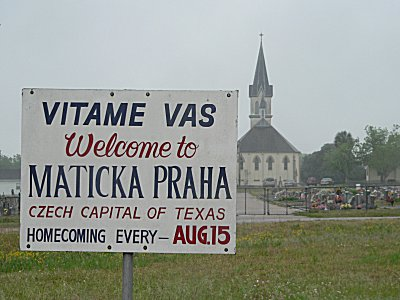
Placa da Cidade de Praha, no Texas

Durante o período entre 1848 e 1914, uma população de aproximadamente 350 mil tchecos migrou para os Estados Unidos da América, se estabelecendo principalmente nos estados do Texas, Nebraska e Wisconsin. Com o decorrer do tempo, questões como a aculturação e políticas para o uso único da língua inglesa em escolas levaram à perda da língua tcheca nessas comunidades, mesmo assim, há múltiplas sociedades, como a Czech Heritage Society of Texas (em português: Sociedade da Herança Tcheca do Texas) que ativamente trabalham para a preservação da herança tcheca nos Estados Unidos, a fim de manter a língua e cultura de seus ancestrais.
No Brasil, houve ondas de imigração vindas da Tchéquia em diversas instâncias: no Período Colonial, por incentivo da imperatriz consorte do Brasil Maria Leopoldina da Áustria; em 1948 após o Golpe de Praga e em 1968 após a invasão do Pacto de Varsóvia, por exemplo. Atualmente, há aproximadamente cinco mil tchecos e descendentes no Brasil, com uma série de personalidades tcheco brasileiras permeando a história do país, sendo uma delas o ex-presidente Juscelino Kubitschek.

### Dialetos
Apesar de a grande maioria das zonas periféricas da Tchéquia não pertencerem a um dialeto específico, muitos dos dialetos tchecos se dividem em dois grandes grupos:

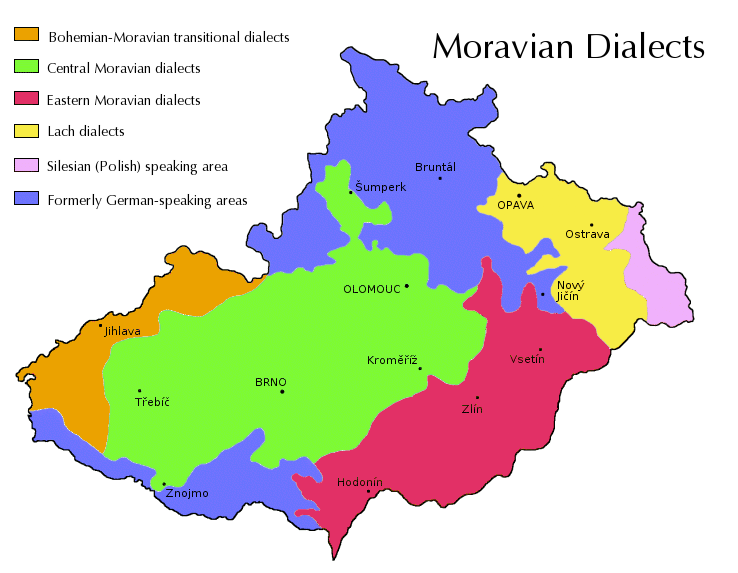
Mapa de dialetos da Morávia

• Dialetos da Boêmia, onde se incluem os dialetos não muito peculiares da zona que margeia a Boêmia Central, englobando o dialeto conhecido como "tcheco comum" utilizado sobretudo em Praga.
• Dialetos Hanák da Morávia, que englobam diversos subgrupos de dialetos presentes na região da Morávia.
Esses grupos podem ser facilmente diferenciados por meio do seu tratamento de certas vogais longas, uma vez que os dialetos hanák tornaram abertas algumas vogais longas originalmente fechadas, enquanto o boêmio as transformou em ditongos.
| Original | Boémio | Hanák da Morávia |
| -------- | ------ | ---------------- |
| ý        | ej     | é                |
| é        | ý/í    | ý/í              |
| ú        | ou     | ó                |
| ó        | ú      | ú                |

Os dialetos das regiões da Silésia e do nordeste servem o propósito de "línguas de transição" entre o tcheco e o polonês, caracterizados pela perda da distinção de durações das vogais; predominância das paroxítonas e consonantismo similar ao polonês, enquanto os dialetos do sudeste constituem uma transição entre o tcheco e o eslovaco, caracterizados pela retenção da vogal ú bem como de vogais anteriores antecedidas por consoantes palatais.

### Línguas relacionadas

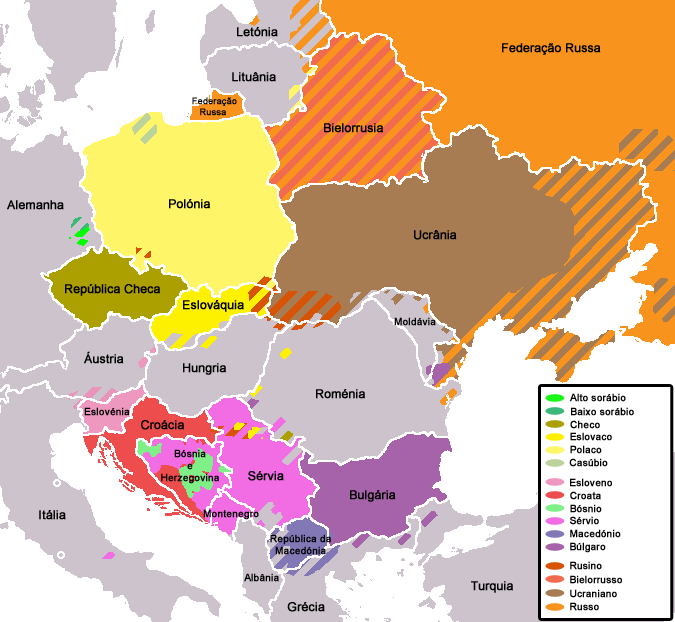
Mapa da distribuição das línguas eslávicas

#### Família eslávica ocidental
O Tcheco faz parte da família linguística eslávica ocidental, uma ramificação da família das línguas eslávicas.

|          | Polonês                                                     |
|          |                                                             |
| Pomerano | \| \| Cassubiano \| \| \| \| \| \| Eslovíncio † \| \| \| \| |
|          | \| \| Cassubiano \| \| \| \| \| \| Eslovíncio † \| \| \| \| |
|          | Polábio †                                                   |
|          |                                                             |
|          | Cassubiano                                                  |
|          |                                                             |
|          | Eslovíncio †                                                |
|          |                                                             |

|  | Cassubiano   |
|  |              |
|  | Eslovíncio † |
|  |              |

|  | Baixo sorábio |
|  |               |
|  | Alto sorábio  |
|  |               |

|  | Tcheco   |
|  |          |
|  | Eslovaco |
|  |          |

|          | Polonês                                                     |
|          |                                                             |
| Pomerano | \| \| Cassubiano \| \| \| \| \| \| Eslovíncio † \| \| \| \| |
|          | \| \| Cassubiano \| \| \| \| \| \| Eslovíncio † \| \| \| \| |
|          | Polábio †                                                   |
|          |                                                             |
|          | Cassubiano                                                  |
|          |                                                             |
|          | Eslovíncio †                                                |
|          |                                                             |

|  | Cassubiano   |
|  |              |
|  | Eslovíncio † |
|  |              |

|  | Baixo sorábio |
|  |               |
|  | Alto sorábio  |
|  |               |

|  | Tcheco   |
|  |          |
|  | Eslovaco |
|  |          |

#### Língua eslovaca

Brasão de armas da Tchecoslováquia

A língua eslovaca e o tcheco são mutuamente inteligíveis, não só por sua proximidade na genealogia das línguas eslavas, como pelo fato de que, até o século XVIII, o tcheco era a língua literária tanto da Tchéquia quanto da Eslováquia, e no período entre 1918 e o Divórcio de Veludo de 1993, as duas línguas eram representadas de forma próxima a equivalente na mídia da Tchecoslováquia, proporcionando uma aprendizagem passiva de ambas nos dois países, causando a incorporação de algumas palavras eslovacas no tcheco e vice-versa.

#### Língua alemã

Mapa étnico-linguístico da Áustria-Hungria em 1910

A grande área de fronteira da República Tcheca com países que têm como língua oficial o alemão e os longos períodos de dominação do país pela Alemanha resultaram em uma grande influência da língua no Tcheco, sobretudo em gírias e expressões coloquiais, mas também em certos aspectos gramaticais e sintáticos. Durante esse período, ensino e estudo de alemão era não só imposto como considerado o condutor da mobilidade social no país, fazendo com que muitos cidadãos tchecos das gerações seguintes, tendo o renomado autor Franz Kafka como exemplo, passassem a falar e escrever em alemão. Um exemplo da influência alemã no tcheco é a perda da tonicidade livre característica das línguas eslávicas em função da tonicidade fixa na primeira sílaba, se assemelhando ao sistema alemão.

#### Língua russa

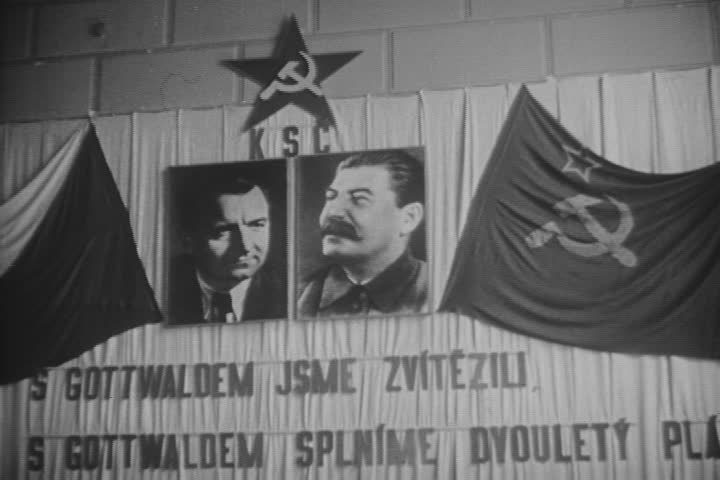
Retratos de Gottwald e Stalin no Congresso do KSC no qual Gottwald foi nomeado primeiro-ministro

Entre o Golpe de Praga de 1948 e a Revolução de Veludo em 1989, aulas de russo eram mandatórias em escolas tchecas, trazendo palavras russas como mrož (no alfabeto cirílico: морж, em português: morsa) e jantar (no alfabeto cirílico: янтарь, em português: âmbar) para a língua, apesar da resistência por parte da população a essa influência.

## História
As primeiras documentações do tcheco como língua escrita ocorreram em 862, quando dois missionários Bizantinos foram à Morávia a fim de catequizar a população e traduzir textos litúrgicos para o eslávico antigo, uma língua considerada inteligível por todos os povos eslávicos na época, utilizando o alfabeto glagolítico. O propósito dos missionários, porém, não pôde se estender, pois não muito tempo depois, o Papa Estêvão V restringiu o uso de línguas diferentes do latim ou grego para a leitura e divulgação de serviços cristãos, o que fez com que o povo precisasse se adaptar a um novo sistema de escrita: o alfabeto latino. Posteriormente, marcas diacríticas foram incorporadas ao novo alfabeto a fim de torná-lo mais versátil.

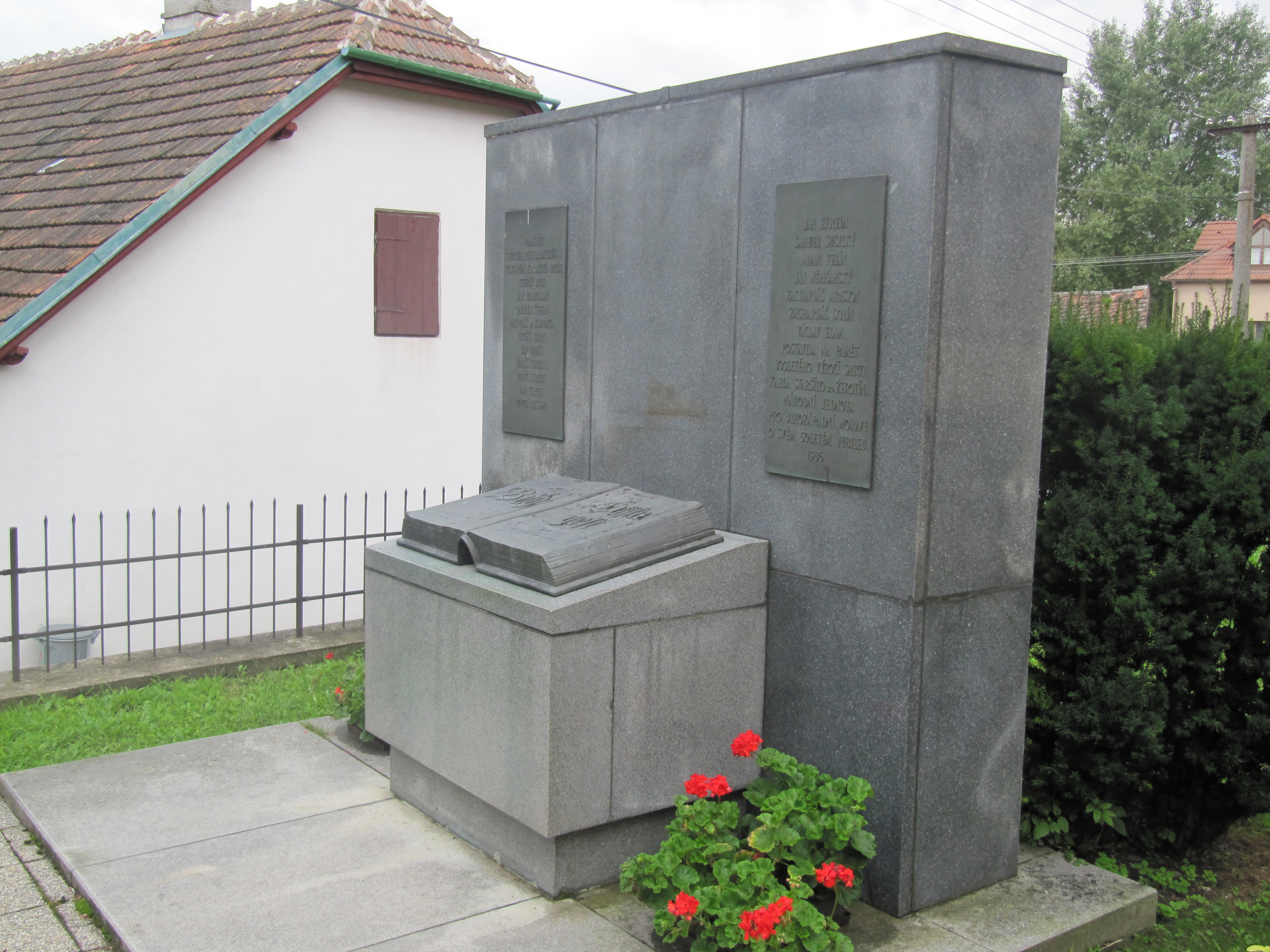
Memorial da Bíblia de Králice, na Tchéquia

Em 1526, Fernando I foi coroado rei da Boêmia, dando início ao período de controle da dinastia Habsburgo sobre a Tchéquia, que impôs o uso de alemão em detrimento do tcheco no país por um estendido período de tempo.
Após essa sucessão de eventos, a língua tcheca se encontrou em estado de supressão e crescente desuso por duzentos anos, até o processo de renascimento cultural do país no século XIX, no qual o tcheco se reestabeleceu como língua oficial. Durante esse processo, foi consultada a Bíblia de Králice, escrita três séculos antes, para a formação do gênero literário tcheco, o que resultou em uma diferença proeminente entre a língua falada e a escrita. A partir de então, o tcheco voltou à atividade, sendo ensinado nas escolas e utilizado livremente pela imprensa e nas belas artes. Além disso, em 1882, a Universidade de Praga foi dividida em duas escolas: uma alemã e uma tcheca.
Durante o século XX, elementos do tcheco comum se infiltraram na língua escrita e a ortografia de palavras estrangeiras passou a refletir a pronúncia alemã. Após a Segunda Guerra Mundial, mudanças sociais levaram à uma diminuição nas diferenças entre os dialetos e, tendo a globalização como contribuinte, a diglossia do tcheco tem se tornado cada vez menos proeminente.

## Fonologia

### Consoantes
As consoantes do tcheco possuem um grupo distinto denominado consoantes suaves (em tcheco: měkké souhlásky), composto de nove consoantes: /t͡s/, /t͡ʃ/, /ɟ/, /j/, /ɲ/, /r̥/, /ʃ/, /c/ e /ʒ/, todas as outras estão englobadas no grupo geral de consoantes.
|                     | Bilabial | Bilabial | Labiodental | Labiodental | Alveolar | Alveolar | Pós-alveolar | Pós-alveolar | Palatal | Palatal | Velar | Velar | Glotal |
| ------------------- | -------- | -------- | ----------- | ----------- | -------- | -------- | ------------ | ------------ | ------- | ------- | ----- | ----- | ------ |
| Plosiva             | p ⓘ      | b ⓘ      |             |             | t ⓘ      | d ⓘ      |              |              | c ⓘ     | ɟ ⓘ     | k ⓘ   | g ⓘ   |        |
| Nasal               | m ⓘ      | m ⓘ      |             |             | n ⓘ      | n ⓘ      |              |              | ɲ ⓘ     | ɲ ⓘ     |       |       |        |
| Vibrante            |          |          |             |             | r ⓘ r̥ ⓘ  | r ⓘ r̥ ⓘ  |              |              |         |         |       |       |        |
| Fricativa           |          |          | f ⓘ         | v ⓘ         | s ⓘ      | z ⓘ      | ʃ ⓘ          | ʒ ⓘ          |         |         | x ⓘ   | x ⓘ   | ɦ ⓘ    |
| Africada            |          |          |             |             | t͡s ⓘ     | t͡s ⓘ     | t͡ʃ ⓘ         | t͡ʃ ⓘ         |         |         |       |       |        |
| Aproximante         |          |          |             |             |          |          |              |              | j ⓘ     | j ⓘ     |       |       |        |
| Aproximante lateral |          |          |             |             | l ⓘ      | l ⓘ      |              |              |         |         |       |       |        |

### Vogais

Quadro de vogais da língua tcheca

O tcheco possui cinco vogais curtas /a/, /ɛ/, /ɪ/, /o/ e /u/ (escritas como a, e, i/y, o e u), e suas correspondentes vogais longas /a:/, /ɛ:/, /i:/, /o:/ e /u:/ (escritas como á, é, í/ý, ó e ú/ů).
O tcheco tende a não apresentar cadeias vocálicas, porque essas não constavam nas línguas nativas das quais se derivou o tcheco. O ditongo ou, porém, é uma exceção a essa regra, e algumas palavras estrangeiras introduziram os ditongos au e eu à língua. Há no tcheco seis ditongos terminados em j: aj, ůj, ej, oj e uj.
As consoantes r, l e m podem ser vocálicas. Tanto o r quanto o l ocorrem como vogais quando entre dois elementos não vocálicos e como consoantes em qualquer outra instância. O m vocálico, por outro lado, só é possível em duas palavras: sedm (em português: sete) e osm (oito).
|             | Anterior | Quase Anterior | Quase Anterior | Central | Central | Quase Posterior | Posterior | Posterior |
| ----------- | -------- | -------------- | -------------- | ------- | ------- | --------------- | --------- | --------- |
| Fechada     | i:       |                |                |         |         |                 | u:        | u         |
| Semifechada |          | ɪ              | ɪ              |         |         |                 | o:        | o         |
| Média       |          |                |                |         |         |                 |           |           |
| Semi aberta |          | ɛ:             | ɛ              |         |         |                 |           |           |
| Aberta      |          |                |                | a       | a:      |                 |           |           |

### Transformações fonológicas
Apesar de equivaler foneticamente à vogal e, uso do ě em uma palavra influencia a pronúncia da sílaba de acordo com a consoante que a antecede. Além disso, é importante apontar que a vogal ě não ocorre fora dos casos mencionados a seguir.
| sílaba com a vogal e | pronúncia | sílaba com a vogal ě | pronúncia |
| -------------------- | --------- | -------------------- | --------- |
| ne                   | /ne/      | ně                   | /ɲe/      |
| de                   | /de/      | dě                   | /ɟe/      |
| te                   | /te/      | tě                   | /ce/      |
| be                   | /be/      | bě                   | /bje/     |
| pe                   | /pe/      | pě                   | /pje/     |
| ve                   | /ve/      | vě                   | /vje/     |
| fe                   | /fe/      | fě                   | /fje/     |
| me                   | /me/      | mě                   | /mɲe/     |

Algo parecido ocorre com as vogais i e y, que são pronunciadas da mesma maneira individualmente, mas a vogal i causa modificações nas vogais n, d e t. Somente palavras estrangeiras são exceções a essa regra.
| sílaba com a vogal y | pronúncia | silaba com a vogal i | pronúncia |
| -------------------- | --------- | -------------------- | --------- |
| ny                   | /nɪ/      | ni                   | /ɲɪ/      |
| dy                   | /dɪ/      | di                   | /ɟɪ/      |
| ty                   | /tɪ/      | ti                   | /cɪ/      |

#### Neutralização de oposições fonêmicas
No tcheco, as consoantes sonoras b, d, d', g, v, z, ž e h não podem ser pronunciadas no final de uma palavra, se ocorrerem nessa posição na forma escrita, devem ser pronunciadas como suas equivalentes surdas (p, t, t', k, f, s, š, ch).

#### Assimilação de vozeamento regressiva
Se uma das consoantes sonoras b, č, d, d', g, v, z, ž ou h e uma das surdas p, t, t', k, f, s, š ou ch ocorrerem uma seguida da outra, ambas deverão ser pronunciadas da mesma maneira, sendo a última consoante o fator decisivo. Ou seja, caso uma consoante sonora anteceda uma consoante surda, ambas deverão ser pronunciadas como surdas e vice-versa. Há duas exceções a essa regra: a letra v está sujeita à assimilação quando antecede uma consoante surda, mas não causa a assimilação de outas consoantes, enquanto o dígrafo sh pode ser pronunciado tanto como [zɦ] (o ɦ transforma o s em z) quanto como [sx] (o s transforma o ɦ em x).

### Fonotática
Apesar de apresentar majoritariamente sílabas comuns CV, o tcheco permite até quatro consoantes numa sílaba de ataque e três em uma coda. Muitas cadeias consonantais do tcheco violam a hierarquia da sonoridade, mas o nível de complexidade dessas estruturas tende a reduzir quando pronunciadas. A estrutura CV também é evidente em estratégias de reparação de sílabas sem ataque. Na estrutura MC, a coda da sílaba anterior geralmente substitui o ataque em sua ausência, se não, uma oclusiva glotal (ʔ) é utilizada. Na estrutura BC, a ressignificação de sílabas como ocorre na MC é menos frequente, dando preferência ao uso da oclusiva glotal.

### Prosódia

#### Tonicidade
A tonicidade (ou stress) do tcheco sempre cai sobre a primeira sílaba, independente da duração das vogais. Algumas preposições são capazes de atrair a tonicidade da palavra seguinte, resultando na pronúncia da preposição e da sílaba que a procede como uma unidade. Se a preposição for seguida de uma palavra que se inicia com uma vogal, ela é separada da palavra por uma oclusiva glotal, que se comporta como uma consoante surda, com a capacidade de assimilação da consoante que a antecede. As proposições během, kromě, vedle, kolem, okolo, blízko, podle, místo, proti, naproti, kvůli e mezi, porém, não atraem a tonicidade da palavra seguinte, mantendo o stress na primeira sílaba. Há também algumas palavras que não apresentam tonicidade, em específico algumas enclíticas (que sucedem uma palavra com tonicidade) e proclíticas (que precedem uma palavra com tonicidade).

#### Ritmo
O ritmo do tcheco é difícil de classificar de acordo com medidas acústicas, uma vez que o tcheco exibe características de uma língua de ritmo silábico, como a pouca redução de vogais, enquanto possui, também, características conflitantes com essa classificação, como a maior possibilidade de criação de cadeias consonantais complexas.

### Variações
Os fonemas consonantais não apresentam variações significativas entre os dois principais grupos dialetais do tcheco e o chamado tcheco comum, mas há algumas variações no que se diz respeito às vogais, em especial os fonemas /ɪ/ e /i:/.
| Tcheco comum | Dialetos da Boêmia | Dialetos da Morávia |
| ------------ | ------------------ | ------------------- |
| /ɪ/          | /ɪ/                | /i/                 |
| /i:/         | /iˑ/               | /i:/                |

## Ortografia
Originalmente, a escrita em tcheco utilizava o alfabeto glagolitico, criado por volta de 862 d.c. para a tradução de textos litúrgicos para o eslávico antigo de forma a torná-los mais acessíveis ao povo da Morávia.  A partir dele foi criado, posteriormente, o alfabeto cirílico arcaico, considerado mais prático. Esse sistema de escrita caiu, porém, após a ordem do Papa Estêvão V de que todos os serviços cristãos deveriam ser feitos em grego ou latim.

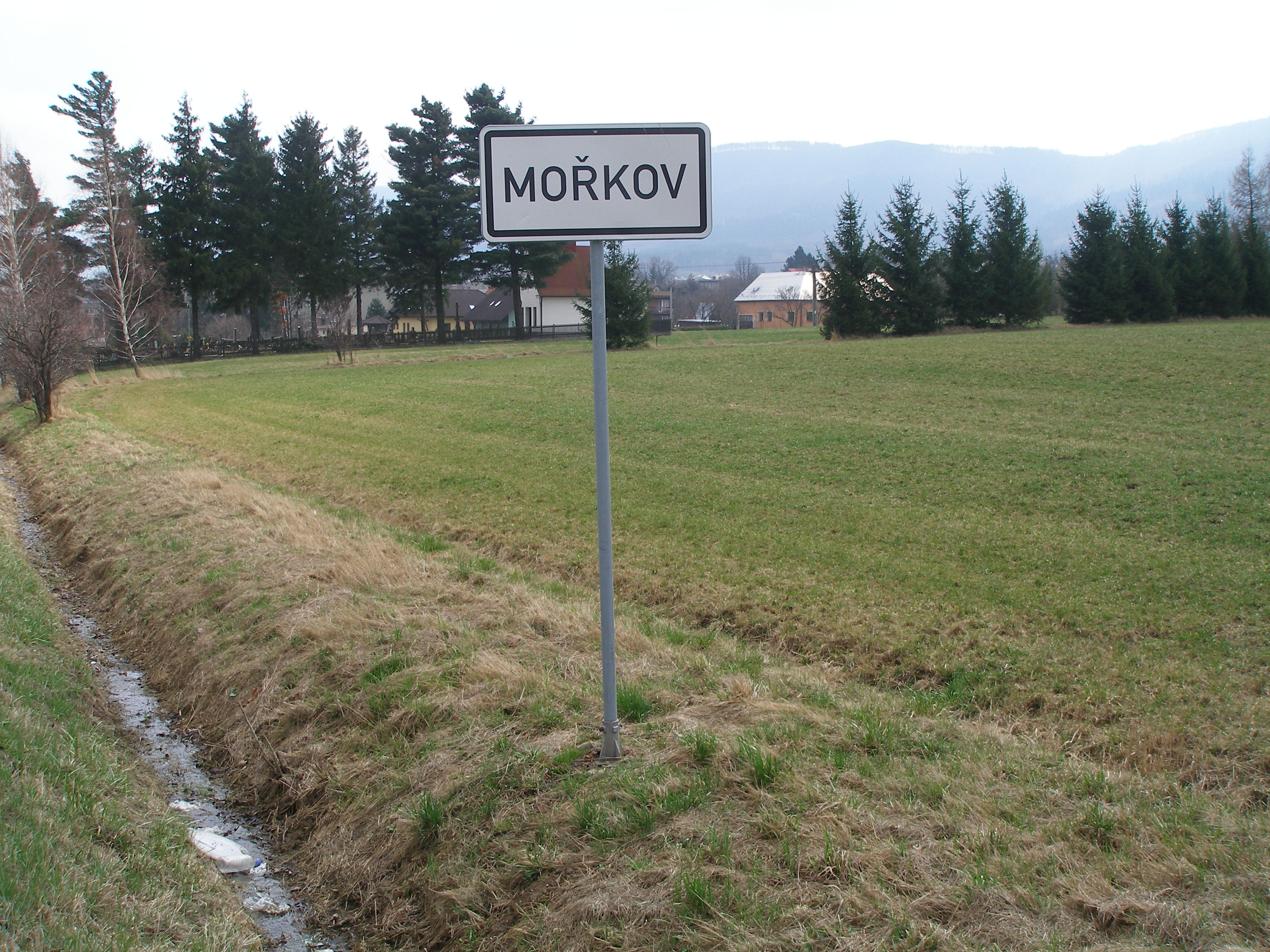
Placa na estrada a caminho da comuna tcheca Mořkov na região da Morávia-Silésia

Atualmente, utiliza-se o alfabeto latino com sinais diacríticos para a escrita em tcheco, que é feita horizontalmente e partindo da esquerda e de cima. A ortografia foi racionalizada primeiro por Jan Hus no século XIV, e em seguida pelos monges tchecos no século XVI para fazer sua tradução da Bíblia.
Uma característica marcante do tcheco é o uso do caron ou háček (◌̌), adicionado à ortografia para a adaptação do alfabeto latino à língua, tornando-o mais acessível. Esse sinal diacrítico ocorre nas letras č, ě, ň, ř, š, ž, d' e t', sendo adaptado na forma minúscula das duas últimas por conta de sua altura. Há também o uso do acento agudo para a marcação de vogais longas.
| Letra (Grafema) | Fonema AFI | Nome em tcheco     | Aproximação com o português ou inglês                                                |
| --------------- | ---------- | ------------------ | ------------------------------------------------------------------------------------ |
| a               | /a/        | a (krátké a)       | garoto, lilás                                                                        |
| á               | /a:/       | á (dlouhé a)       | art (inglês)                                                                         |
| b               | /b/        | bé                 | bater, abismo                                                                        |
| c               | /t͡s/       | cé                 | pizza                                                                                |
| č               | /t͡ʃ/       | če                 | noite, ritmo                                                                         |
| d               | /d/        | dé                 | dona, dado                                                                           |
| d'              | /ɟ/        | d'é                | pedinte (em algumas variantes)                                                       |
| e               | /ɛ/        | e (krátké e)       | café, novela                                                                         |
| ě               | /ɛ/        | ě                  | café, novela                                                                         |
| é               | /ɛ:/       | e (dlouhé e)       | fair (inglês)                                                                        |
| f               | /f/        | ef                 | fofoca, ficar                                                                        |
| g               | /g/        | gé                 | manga, gato                                                                          |
| h               | /ɦ/        | há                 | hard (inglês)                                                                        |
| ch              | /x/        | chá                | rapidez, sorriso (em algumas variantes)                                              |
| i               | /ɪ/        | měkké i (krátké i) | hit (inglês)                                                                         |
| í               | /i:/       | měkké í (dlouhé i) | eat (inglês)                                                                         |
| j               | /j/        | jé                 | silêncio, férias                                                                     |
| k               | /k/        | ká                 | canto, queijo                                                                        |
| l               | /l/        | el                 | luz, palito                                                                          |
| m               | /m/        | em                 | mago, vamos                                                                          |
| n               | /n/        | en                 | nada, hino                                                                           |
| ň               | /ɲ/        | eň                 | vinho, carinho                                                                       |
| o               | /o/        | o (krátké o)       | bolo, avô                                                                            |
| ó               | /o:/       | ó (dlouhé o)       | go (inglês)                                                                          |
| p               | /p/        | pé                 | parque, sempre                                                                       |
| q               | /kv/       | kvé                | não é encontrado em nenhuma das duas línguas, no tcheco: Jiří Buquoy (nome próprio)ⓘ |
| r               | /r/        | er                 | amor, Ricardo                                                                        |
| ř               | /r̥/        | eř                 | não é encontrado em nenhuma das duas línguas, no tcheco: řeka (rio)ⓘ                 |
| s               | /s/        | es                 | sílaba, raça                                                                         |
| š               | /ʃ/        | eš                 | chuveiro, apaixonado                                                                 |
| t               | /t/        | té                 | ternura, talvez                                                                      |
| t'              | /c/        | t'e                | tuesday (inglês)                                                                     |
| u               | /u/        | u (kráte u)        | unha, ajuda                                                                          |
| ú               | /u:/       | u s čárko u        | boot (inglês)                                                                        |
| ů               | /u:/       | u s kroužjem       | boot (inglês)                                                                        |
| v               | /v/        | vé                 | lavanda, vir                                                                         |
| w               | /v/        | dvojité vé         | lavanda, vir                                                                         |
| x               | /ks/       | iks                | taxi                                                                                 |
| y               | /ɪ/        | ypsilon (tvrdé y)  | dente, esperta                                                                       |
| ý               | /i:/       | dlouhé ypsilon     | eat (inglês)                                                                         |
| z               | /z/        | zet                | casa, exigência                                                                      |
| ž               | /ʒ/        | žet                | jeito, geladeira                                                                     |

1. 1 2  As letras q e w tendem a ser excluídas em algumas representações do alfabeto tcheco, por conta de ocorrerem somente em palavras estrangeiras.[30]
2. ↑   A letra ú é equivalente à letra ů, mas ocorre somente no início da palavra.
3. ↑  A letra ů é equivalente à letra ú, mas ocorre em qualquer posição da palavra, exceto a inicial.

## Gramática

### Artigos
O tcheco não possui artigos. Em algumas instâncias, os numerais jeden, jedna e jedno (em português: um, uma) podem equivaler a pronomes indefinidos e os pronomes demonstrativos ten, ta e to (isso ou aquilo) podem equivaler a pronomes definidos. A escolha entre essas formas deve ser feita em concordância com o gênero gramatical do substantivo, sendo jeden e ten masculinos, jedna e ta femininos e jedno e to neutros.

### Pronomes
No tcheco, os pronomes pessoais variam em caso, pessoa e número, e na terceira pessoa, variam adicionalmente em gênero. Eles podem variar também quanto as preposições, tendo formas diferentes se ocorrem sem preposição (não enclíticos) ou após uma preposição (enclíticos).
|               | Singular  | Singular | Plural |
| não enclítico | enclítico |          | Plural |
| ------------- | --------- | -------- | ------ |
| Nominativo    | já        | já       | my     |
| Genitivo      | mne       | mě       | nás    |
| Dativo        | mně       | mi       | nám    |
| Acusativo     | mne       | mě       | nás    |
| Locativo      | mně       | mně      | nás    |
| Instrumental  | mnou      | mnou     | námi   |

|               | Singular  | Singular | Plural |
| não enclítico | enclítico |          | Plural |
| ------------- | --------- | -------- | ------ |
| Nominativo    | ty        | ty       | vy     |
| Genitivo      | tebe      | tě       | vás    |
| Dativo        | tobě      | ti       | vám    |
| Acusativo     | tebe      | tě       | vás    |
| Locativo      | tobě      | tobě     | vás    |
| Instrumental  | tebou     | tebou    | vámi   |

1. ↑  O pronome ty é utilizado somente para se referir a pessoas com as quais se tem intimidade, ou a uma criança. Em situações formais, vy é utilizado tanto como plural quanto como singular.

|              | Singular      | Singular    | Singular      | Singular | Singular  | Plural        |
| masculino    | masculino     | neuter      | neuter        | feminino |           | Plural        |
|              | não enclítico | enclítico   | não enclítico | feminino | enclítico | Plural        |
| ------------ | ------------- | ----------- | ------------- | -------- | --------- | ------------- |
| Nominativo   | on            | on          | ono           | ono      | ona       | oni, ony, ona |
| Genitivo     | jeho          | ho          | jeho          | ho       | jí        | jich          |
| Dativo       | jemu          | mu          | jemu          | mu       | jí        | jim           |
| Acusativo    | jeho, jej     | jej, ho, -ň | je            | je       | ji        | je            |
| Locativo     | něm           | něm         | něm           | něm      | ní        | nich          |
| Instrumental | jím           | jím         | jím           | jím      | jí        | jimi          |

A inicial j- nos casos genitivo, dativo, acusativo e instrumental é substituída por n- quando o pronome antecede uma preposição, porque o caso locativo ocorre somente acompanhado de uma preposição, esse não apresenta variações quanto à inicial. No plural, só há distinção de gênero no caso nominativo, no qual oni é masculino, ony é feminino e ona é neutro.

### Substantivos e adjetivos
Os substantivos e adjetivos do tcheco variam em gênero (feminino, masculino e neutro), número (singular e plural) e caso (nominativo, genitivo, dativo, acusativo, locativo e instrumental).

#### Gênero
A língua tcheca possui três gêneros: masculino, feminino e neutro, que, como no português, vêm naturalmente aos falantes nativos da língua. Há, porém, alguns padrões e tendências, em geral na terminação de palavras, que podem ajudar um estudante de tcheco a inferir o gênero do substantivo:
- Substantivos terminados em -a tendem a ser femininos
- Substantivos terminados em -o tendem a ser neutros
- Substantivos terminados em -í tendem a ser neutros
- Substantivos terminados em -e podem ser femininos, neutros ou, mais dificilmente, masculinos
- Substantivos terminados em consoantes tendem a ser masculinos, mas podem ser femininos

O gênero dos adjetivos deve estar em concordância com o do sujeito, mas varia também de acordo com a classificação entre adjetivos duros e suaves e, dentro dessas categorias, em caso e número. Para o reconhecimento do gênero de um adjetivo, pode-se usar sua terminação, mas porque essa é afetada não somente pelo gênero, é necessário analisar todas as variações dos adjetivos.
|              | Singular | Singular | Singular  | Plural | Plural   | Plural |
| masculino    | neutro   | feminino | masculino | neutro | feminino |        |
| ------------ | -------- | -------- | --------- | ------ | -------- | ------ |
| Nominativo   | -ý       | -é       | -á        | -é, -í | -á       | -é     |
| Genitivo     | -ého     | -ého     | -é        | -ých   |          |        |
| Dativo       | -ému     | -ému     | -é        | -ým    |          |        |
| Acusativo    | -ý, -ého | -é       | -ou       | -é     | -á       | -é     |
| Locativo     | -ém      | -ém      | -é        | -ých   |          |        |
| Instrumental | -ým      | -ým      | -ou       | -ými   |          |        |

|              | Singular | Singular | Singular | Plural |
| masculino    | neutro   | feminino |          | Plural |
| ------------ | -------- | -------- | -------- | ------ |
| Nominativo   | -í       | -í       | -í       | -í     |
| Genitivo     | -ího     | -ího     | -í       | -ích   |
| Dativo       | -ímu     | -ímu     | -í       | -ím    |
| Acusativo    | -í, -ího | -í, -ího | -í       | -í     |
| Locativo     | -ím      | -ím      | -í       | -ích   |
| Instrumental | ím       | ím       | -í       | -ími   |

### Verbos
Os verbos no tcheco variam em pessoa (primeira, segunda e terceira), número (singular e plural), tempo (pretérito, presente e futuro), aspecto (perfeito, imperfeito e repetitivo), modo (indicativo, imperativo e condicional) e voz (ativa e passiva).

#### Tempo e aspecto
Tradicionalmente, o tcheco é descrito como tendo três tempos verbais (pretérito, presente, futuro), a complexidade da forma como se dão as ações é expressa pelo aspecto:
- O aspecto perfectivo diz respeito à ação como um todo ou somente sua parte terminada.
- O aspecto imperfectivo diz respeito à progressão da ação, sem especificar seu início ou fim, tendendo a verbos que expressam uma ação que ainda está ocorrendo no momento em que se refere à mesma, ou ocorreu dentro de um período de tempo não especificado.
- O aspecto repetitivo ou habitual se refere a uma ação que ocorre múltiplas vezes, geralmente descrevendo um hábito. Esse é muitas vezes agrupado com o aspecto imperfectivo, mas algumas gramáticas podem se referir a ele como uma categoria independente.

Após a combinação entre esses dois parâmetros, pode-se dizer que o tcheco possui oito tempos verbais, cada um capaz de expressar mais de uma função.
Os três tempos verbais no passado possuem verbos na forma -l, equivalente à forma -ed no inglês, são formados retirando o -t em verbos no infinitivo e substituí-lo pelo -l e suas variações quanto ao gênero.
|                             | Masculino | Feminino | Neutro |
| --------------------------- | --------- | -------- | ------ |
| Primeira pessoa do singular | dělal     | -la      | -lo    |
| Segunda pessoa do singular  | dělal     | -la      | -lo    |
| Terceira pessoa do singular | dělal     | -la      | -lo    |
| Primeira pessoa do plural   | dělali    | -ly      | -ly    |
| Segunda pessoa do plural    | dělali    | -ly      | -ly    |
| Terceira pessoa do plural   | dělali    | -ly      | -ly    |

Os futuros imperfeito e repetitivo são formados da mesma maneira: com a adição da forma adequada do verbo budu (em português: será) a um verbo de um desses aspectos.
|                             | Variações do budu (será) + verbo imperfeito no infinitivo (dělat) |
| --------------------------- | ----------------------------------------------------------------- |
| Primeira pessoa do singular | budu dělat                                                        |
| Segunda pessoa do singular  | budeš dělat                                                       |
| Terceira pessoa do singular | bude dělat                                                        |
| Primeira pessoa do plural   | budeme dělat                                                      |
| Segunda pessoa do plural    | budete dělat                                                      |
| Terceira pessoa do plural   | budou dělat                                                       |

#### Modo
Há três modos verbais no tcheco: indicativo (que expressa frases simples), condicional (que expressa uma possibilidade) e imperativo (que expressa um comando).
Para a formação do imperativo, há uma mudança da estrutura do verbo, e a adição da partícula -te para se referir a mais de uma pessoa e -me para se incluir na ordem, como dizendo "vamos".
| Repetem | Repita | Repitam  | Vamos repetir |
| ------- | ------ | -------- | ------------- |
| Opakují | opakuj | opakujte | opakujme      |

O condicional é formado utilizando o pretérito do verbo em questão com a partícula by ou uma de suas variantes.
| Primeira pessoa do singular | bych   |
| Segunda pessoa do singular  | bys    |
| Terceira pessoa do singular | by     |
| Primeira pessoa do plural   | bychom |
| Segunda pessoa do plural    | byste  |
| Terceira pessoa do plural   | by     |

#### Voz
O tcheco possui dois tipos de voz: passiva e ativa. A forma passiva do tcheco é muito simples, mas é utilizada com pouca frequência. A formação da voz passiva tem como base o pretérito, do qual é retirado o -l, que é substituído pelo -n. Se a última consoante é precedida por um a, esse se torna um á, e palavras terminadas em -nul passam a terminar em -nut. 

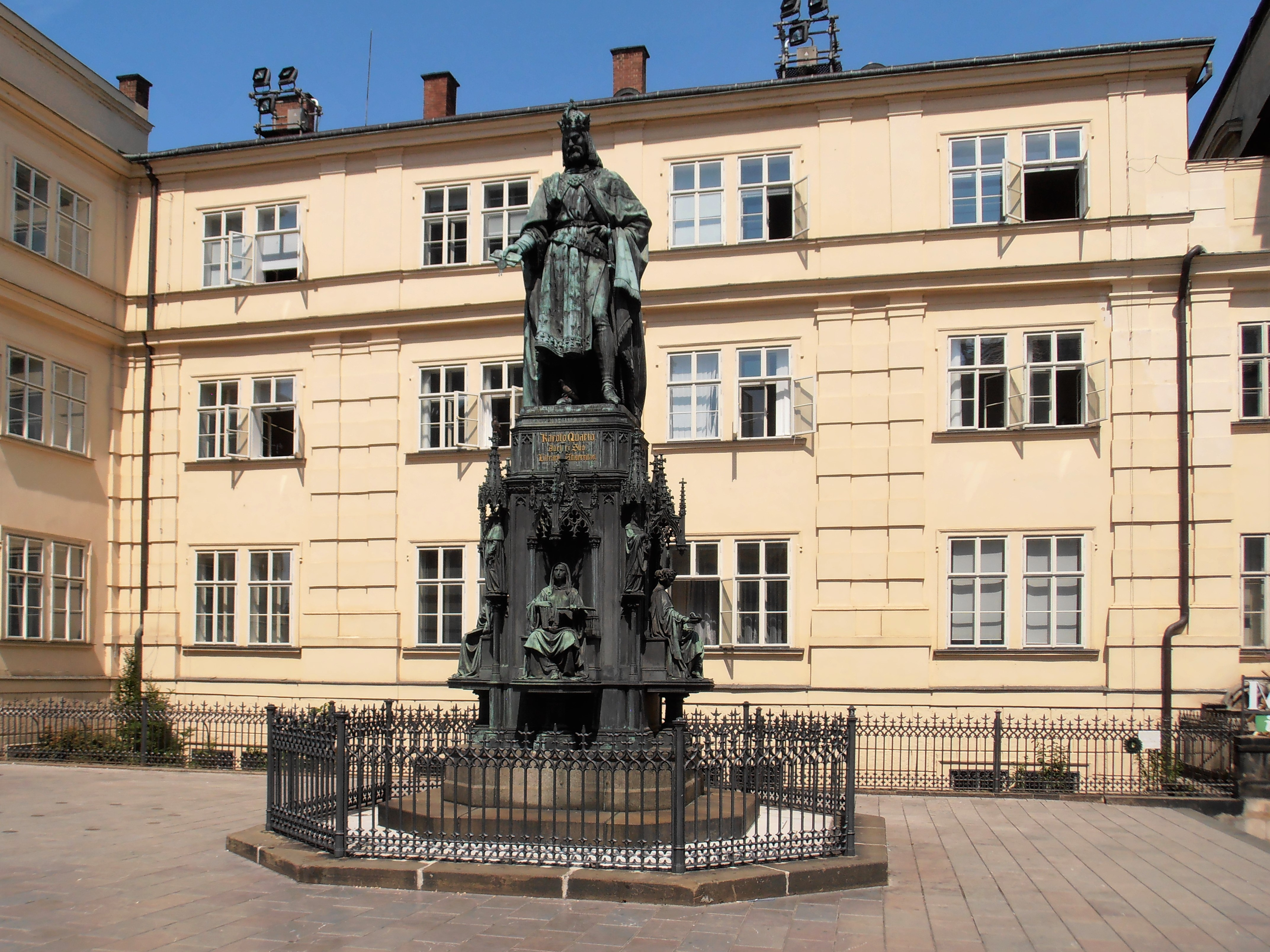
Estátua do rei Charles IV, em Praga

| Infinitivo | Masculino | Feminino | Neutro |
| ---------- | --------- | -------- | ------ |
| -ovat      | -ován     | -ovaná   | -ováno |
| -at        | -án       | -ána     | -áno   |
| -it        | -en       | -ena     | -eno   |
| -nout      | -nut      | -nuta    | -nuto  |

| Frase em tcheco                                         | Tradução para o português                               |
| ------------------------------------------------------- | ------------------------------------------------------- |
| Pražská univerziza byla založena králem Karlem Čtvrtým. | A universidade de Praga foi fundada pelo rei Charles IV |

### Sentenças
Quanto à ordem frasal, ambas SVO (substantivo, verbo, objeto) e OVS (objeto, verbo, substantivo) ocorrem com grande frequência, sendo a ordem OVS geralmente associada a uma estrutura de passividade do sujeito. As estruturas SOV e OSV, apesar de muito menos frequentes, podem ocorrer. Por fim, VSO e VOS são comumente utilizadas em frases interrogativas, mas também podem ocorrer em frases declarativas.
Em seguida, há uma tabela comparativa do uso das diferentes ordens frasais em uma mesma frase, contendo os elementos Anna (nome próprio, sujeito), už  (em português: já, advérbio), napsala (escreveu, verbo) e  tu disertaci (a dissertação, objeto).
|     | Frase em tcheco              | Tradução literal               | Tradução adaptada                           |
| --- | ---------------------------- | ------------------------------ | ------------------------------------------- |
| SVO | Anna už napsala tu disertaci | Anna já escreveu a dissertação | Anna já escreveu a dissertação              |
| OVS | Tu disertaci už napsala Anna | A dissertação já escreveu Anna | A dissertação já foi escrita por Anna       |
| SOV | Anna tu disertaci už napsala | Anna a dissertação já escreveu | Anna já teve a dissertação escrita          |
| OSV | Tu disertaci Anna už napsala | A dissertação Anna já escreveu | Sobre a dissertação, Anna já a escreveu     |
| VSO | Napsala už Anna tu disertaci | Escreveu já Anna a dissertação | Anna já escreveu aquela dissertação         |
| VOS | Napsala už tu disertaci Anna | Escreveu já a dissertação Anna | Anna foi quem já teve a dissertação escrita |

## Vocabulário

### Numeração
O tcheco utiliza um sistema de numeração com base 10. Todos os numerais cardinais variam em caso, os números um e dois variando também de acordo com o gênero.
1. jeden, jedna, jedno
2. dva, dvě
3. tři
4. čtyři
5. pět
6. šest
7. sedm
8. osm
9. devět
10. deset

Para os números 11 a 19, o sufixo -náct é adicionado aos números de 1 a 9, por exemplo: jedenáct (11), dvanáct (12), třináct (13). Os numerais 14, 15 e 19, porém, apresentam uma leve variação, uma vez que há uma alteração no número utilizado como base: čtrnáct (14), patnáct (15) e devatenáct (19).
Os múltiplos de 10 são formados pela adição do sufixo -cet aos números de 2 a 4, e do sufixo -desát aos números de 5 a 9, por exemplo: dvacet (20), třicet (30), padesát (50), devadesát (90).
Os números na casa das centenas são formados pela adição da partícula stě, no caso do 200, sta, para os números 300 e 400 e set para os demais: dvě stě (200), tři sta (300), pět set (500), devět set (900). O número 100 é escrito como sto.

### Hino Nacional da República Tcheca

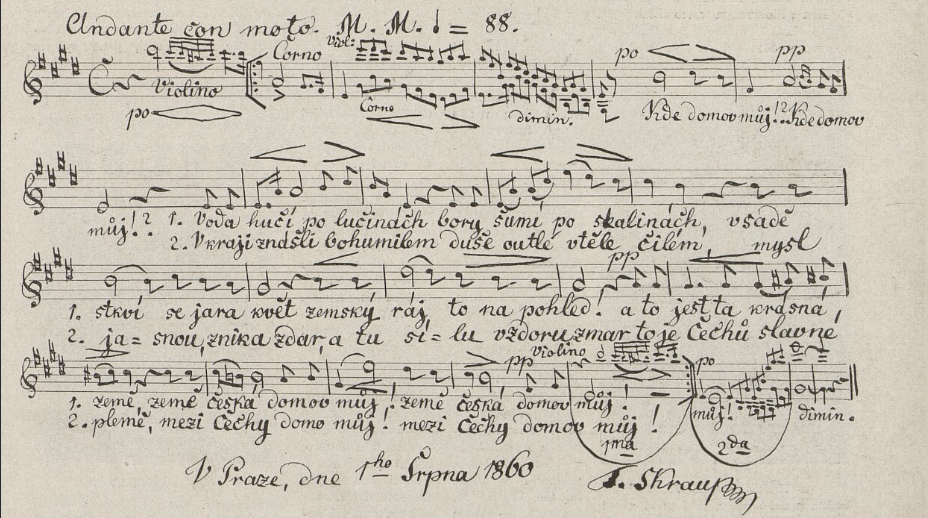
Partitura do hino nacional da Tchéquia

O hino atual da Tchéquia era originalmente parte da trilha sonora da comédia Fidlovačka aneb Žádný hněv a žádná rvačka (em português: Violinista ou Sem raiva e sem luta), utilizado durante a dominação da Dinastia Habsburgo como um hino não oficial. Posteriormente, a música passou a ser o primeiro verso do hino da Tchecoslováquia e, após sua separação, o hino nacional da Tchéquia, que optou por mantê-lo como somente um verso.
| Kde domov můj | "Onde é meu lar" |
| Hino nacional da Tchéquia Performado pela orquestra e coral do Teatro Nacional de Praga                                                                                           | "Onde é meu lar" |
| --- | --- |
| Kde domov můj, kde domov můj, Voda hučí po lučinách, bory šumí po skalinách, v sadě skví se jara květ, zemský ráj to na pohled! A to je ta krásná země, 𝄆 země česká domov můj! 𝄇 | Onde é meu lar, onde é meu lar, A água ruge através dos prados, Os pinheiros farfalham nas rochas, No pomar, flores da primavera florescem, Retratam o paraíso na terra! E esse lindo país, 𝄆 é a terra tcheca o meu lar! 𝄇 |
| | Hino nacional da Tchéquia Performado pela orquestra e coral do Teatro Nacional de Praga |

### Lista de Swadesh
A lista de Swadesh é uma lista elaborada por Morris Swadesh na tentativa de estabelecer uma lista de palavras de caráter universal que pudesse ser utilizada para o estudo comparativo das línguas. Essa lista apresenta as palavras presentes originalmente na lista (em inglês), suas traduções para o português e suas correspondentes no tcheco.
| Inglês            | Português                        | Tcheco                             |
| ----------------- | -------------------------------- | ---------------------------------- |
| I                 | eu                               | já                                 |
| thou, you         | tu, você                         | ty, vy (formal)                    |
| he                | ele                              | on, von (coloquial)                |
| we                | nós                              | my                                 |
| ye, you           | vós, vocês                       | vy                                 |
| they              | eles, elas                       | oni                                |
| this              | este(a)(s), isto, isso           | tento, tato, toto                  |
| that              | aquele(a)(s), aquilo             | tamten, tamta, tamto               |
| here              | aqui                             | zde, tady, tu                      |
| there             | lá, ali, aí                      | tam                                |
| who               | quem                             | kdo                                |
| what              | (o) quê, (o) que                 | co                                 |
| where             | onde                             | kde                                |
| when              | quando                           | kdy                                |
| how               | como                             | jak                                |
| not               | não                              | ne, -ne                            |
| all               | tudo                             | veškerý, všechny, všichni, všechen |
| many              | muito(a)(s)                      | mnoho, mnozí, hodně                |
| some              | algum(a)(s)                      | nějaký, některý                    |
| few               | pouco(a)(s)                      | málo                               |
| other             | outro(a)(s)                      | druhý, jiný                        |
| one               | um, uma                          | jeden, jedna, jedno                |
| two               | dois, duas                       | dva, dvě                           |
| three             | três                             | tři                                |
| four              | quatro                           | čtyři                              |
| five              | cinco                            | pět                                |
| big               | grande(s)                        | velký, veliký                      |
| long              | longo(a)(s)                      | dlouhý                             |
| wide              | largo(a)(s), amplo(a)(s)         | široký, velký, rozsáhlý            |
| thick             | grosso(a)(s), espesso(a)(s)      | tlustý                             |
| heavy             | pesado(a)(s)                     | těžký                              |
| small             | pequeno(a)(s)                    | malý, nevelký                      |
| short             | curto(a)(s)                      | stručný, krátký                    |
| narrow            | estreito(a)(s)                   | úzký, těsný                        |
| thin              | magro(a)(s)                      | hubený, štíhlý                     |
| woman             | mulher                           | žena                               |
| man (adult male)  | homem (homem adulto)             | muž                                |
| man (human being) | homem (ser humano)               | člověk                             |
| child             | criança                          | dítě                               |
| wife              | esposa                           | žena, manželka                     |
| husband           | marido                           | muž, manžel                        |
| mother            | mãe                              | matka                              |
| father            | pai                              | otec                               |
| animal            | animal                           | zvíře                              |
| fish              | peixe                            | ryba                               |
| bird              | ave                              | pták                               |
| dog               | cachorro, cão                    | pes                                |
| louse             | piolho                           | veš                                |
| snake             | serpente                         | had                                |
| worm              | verme                            | červ                               |
| tree              | árvore                           | strom                              |
| forest            | floresta                         | les                                |
| stick             | bastão, vara                     | hůl, tyč, klacek                   |
| fruit             | fruta                            | ovoce                              |
| seed              | semente                          | semínko                            |
| leaf              | folha                            | list                               |
| root              | raiz                             | kořen                              |
| bark              | casca (das árvores)              | kůra                               |
| flower            | flor                             | květ                               |
| grass             | grama, relva                     | tráva                              |
| rope              | corda                            | lano                               |
| skin              | pele                             | kůže                               |
| meat              | carne                            | maso                               |
| blood             | sangue                           | krev                               |
| bone              | osso                             | kost                               |
| fat               | gordura                          | tuk                                |
| egg               | ovo                              | vejce                              |
| horn              | chifre, corno                    | roh                                |
| tail              | cauda, rabo                      | ocas                               |
| feather           | pena, pluma                      | peří                               |
| hair              | cabelo, pêlo                     | vlasy                              |
| head              | cabeça                           | hlava                              |
| ear               | orelha                           | ucho                               |
| eye               | olho                             | oko                                |
| nose              | nariz                            | nos                                |
| mouth             | boca                             | ústa, pusa                         |
| tooth             | dente                            | zub                                |
| tongue            | língua                           | jazyk                              |
| fingernail        | unha                             | nehet                              |
| foot              | pé                               | noha                               |
| leg               | perna                            | noha                               |
| knee              | joelho                           | koleno                             |
| hand              | mão                              | ruka                               |
| wing              | asa                              | křídlo                             |
| belly             | barriga, ventre                  | břicho                             |
| guts              | entranhas, tripas                | vnitřnosti                         |
| neck              | pescoço, colo                    | krk                                |
| back              | costas, dorso                    | záda                               |
| breast            | peito, seio                      | hrud', prsa                        |
| heart             | coração                          | srdce                              |
| liver             | fígado                           | játra                              |
| drink             | beber                            | psát                               |
| eat               | comer                            | jíst, sníst                        |
| bite              | morder                           | kousat                             |
| suck              | sugar, chupar                    | sát                                |
| spit              | cuspir                           | plivat                             |
| vomit             | vomitar                          | zvracet                            |
| blow              | soprar                           | foukat                             |
| breathe           | respirar                         | dýchat                             |
| laugh             | rir, gargalhar                   | smát se                            |
| see               | ver                              | vidět                              |
| hear              | ouvir                            | slyšet                             |
| know              | saber                            | znát                               |
| think             | pensar                           | myslet                             |
| smell             | cheirar                          | cítit                              |
| fear              | temer                            | bát se, obávat se                  |
| sleep             | dormir                           | spát                               |
| live              | viver                            | žít                                |
| die               | morrer                           | umřit, zemřit                      |
| kill              | matar                            | zabít                              |
| fight             | lutar                            | bojovat                            |
| hunt              | caçar                            | lovit, stíhat                      |
| hit               | bater                            | udeřit                             |
| cut               | cortar                           | řezat                              |
| split             | fender, rachar, dividir, quebrar | rozdělit                           |
| stab              | esfaquear, apunhalar, espetar    | bodnout                            |
| scratch           | raspar, arranhar                 | poškrábat                          |
| dig               | cavar                            | kopat                              |
| swim              | nadar                            | plavat                             |
| fly               | voar                             | letět                              |
| walk              | caminhar, andar                  | chodit                             |
| come              | vir                              | přijít                             |
| lie               | deitar                           | ležet                              |
| sit               | sentar                           | sedět                              |
| stand             | estar em/de pé, ficar em/de pé   | stát                               |
| turn              | virar, girar, rodar, tornar      | zatočit                            |
| fall              | cair                             | klesat, padat                      |
| give              | dar, entregar                    | dát                                |
| hold              | segurar                          | udržet                             |
| squeeze           | apertar, comprimir               | zmáčknout, vymačkat                |
| rub               | esfregar, friccionar             | třít                               |
| wash              | lavar                            | umýt                               |
| wipe              | limpar, enxugar                  | otřít                              |
| pull              | puxar                            | tahat                              |
| push              | empurrar                         | tlačit                             |
| throw             | jogar, arremessar, atirar        | hod                                |
| tie               | amarrar                          | uvázat                             |
| sew               | costurar, coser                  | šít, přišít                        |
| count             | contar                           | počítat                            |
| say               | dizer                            | říkat                              |
| sing              | cantar                           | zpívat                             |
| play              | jogar, brincar, tocar            | hrát                               |
| float             | flutuar, boiar                   | plout                              |
| flow              | fluir                            | téci                               |
| freeze            | gelar, congelar, refrigerar      | zmrazit, mrznout                   |
| swell             | intrumescer, inchar              | otékat                             |
| sun               | sol                              | slunce                             |
| moon              | lua                              | měsíc                              |
| star              | estrela                          | hvězda                             |
| water             | água                             | voda                               |
| rain              | chuva                            | déšť                               |
| river             | rio                              | řeka                               |
| lake              | lago                             | jezero                             |
| sea               | mar                              | moře                               |
| salt              | sal                              | sůl                                |
| stone             | pedra                            | kámen                              |
| sand              | areia                            | písek                              |
| dust              | poeira, pó                       | prach                              |
| earth             | terra                            | země                               |
| cloud             | nuvem                            | mrak, oblak                        |
| fog               | neblina                          | mlha                               |
| sky               | céu                              | obloha, nebe                       |
| wind              | vento                            | vítr                               |
| snow              | neve                             | sníh                               |
| ice               | gelo                             | led                                |
| smoke             | fumaça                           | kouř, dým                          |
| fire              | fogo                             | oheň                               |
| ashes             | cinzas                           | popel                              |
| burn              | pirar, queimar, arder            | hořet                              |
| street            | rua                              | silnice, cesta                     |
| mountain          | montanha                         | hora                               |
| red               | vermelho                         | červený                            |
| green             | verde                            | zelený                             |
| yellow            | amarelo                          | žlutý                              |
| white             | branco                           | bílý                               |
| black             | preto                            | černý                              |
| night             | noite                            | noc                                |
| day               | dia                              | den                                |
| year              | ano                              | rok                                |
| warm              | morno                            | teplý                              |
| cold              | frio                             | studený, chladný                   |
| full              | cheio                            | plný, zaplněný                     |
| new               | novo                             | nový                               |
| old               | velho                            | starý                              |
| good              | bom                              | dobrý                              |
| bad               | mau, ruim                        | špatný                             |
| rotten            | podre                            | shnilý, ztrouchnivělý              |
| dirty             | sujo                             | špinavý                            |
| straight          | reto                             | rovný, přímý                       |
| round             | aredondado                       | kulatý, oblý, zaoblený, okrouhlý   |
| sharp             | afiado                           | nabroušený                         |
| dull              | cega (faca)                      | tupý                               |
| smooth            | liso, suave                      | hladký, jemný                      |
| wet               | molhado                          | mokrý                              |
| dry               | seco                             | suchý, vysušený, usušený, vyschlý  |
| correct           | correto                          | správný                            |
| near              | perto                            | blízký                             |
| far               | longe                            | daleký                             |
| right             | direita                          | pravý                              |
| left              | esquerda                         | levý                               |
| at                | em                               | u, při                             |
| in                | em                               | v, ve                              |
| with              | com                              | s, se                              |
| and               | e                                | a, i                               |
| if                | se                               | jestliže, jestli, pokud            |
| because           | porque                           | protože, jelikož, poněvadž         |
| name              | nome                             | jméno                              |

## Na mídia

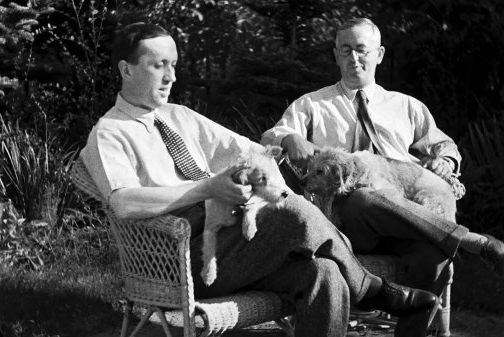
Fotografia dos irmãos Čapek

O idioma tcheco contribuiu para a ficção científica com a criação, pelos irmãos Čapek, da palavra "robô" (de robota = "trabalho forçado"). Palavra "criada" por Josef Čapek e utilizada pela primeira vez em 1920, quando seu irmão, Karel Čapek, publicou a obra R.U.R.